# Norodom Monineath
Norodom Monineath, född Paule-Monique Izz den 18 juni 1936 i Saigon i Vietnam, är drottningmoder av Kambodja. Hon var Kambodjas drottning 1993-2004. Hon var gift med exkung Sihanouk av Kambodja och mor till kung Norodom Sihamoni av Kambodja. Hon var 1952-1970 känd som prinsessan Monique och 1993-2004 som drottning Monineath.

## Prinsessa
Norodom Monineath var dotter till den franske bankiren Jean-François Izzi och kambodjanskan Pomme Peang från Phnom Penh. Hon utbildades i skolorna Norodom Primary, Sisowath High School och Lycée René Descartes i Phnom Penh. Hon mötte Sihanouk år 1951, då han tilldelade henne första pris i en skönhetstävling. Paret gifte sig 1952 och höll ett andra, offentligt, bröllop 1955. Parets relation beskrivs som lycklig och Monineath omtalades som Sihanouks närmast förtrogna.
Maken abdikerade 1955, men behöll makten under olika titlar i femton år till: under denna tid kallades hon prinsessan Monique. Hon var president för Kambodjanska röda korset 1967-1970. 
Hon anklagades senare av Khmerrepubliken för att under denna tid utöva ett destruktiv inflytande på Sihanouk: för att ha övertalat honom att grunda det statliga kasinot, som betraktades som en symbol för Kambodjas förfall; för uppmuntra honom att ägna sig åt betydelselösa nöjen medan hon själv ägnade sig åt korruption genom att sälja ämbeten med hjälp av sin mor och sin bror; och för att ha orsakat en brytning mellan Sihanouk och hans mor drottning Sisowath Kossamak, med vilken han var i konflikt, och hon jämfördes med "den sydliga gudinnan", ett gammalt namn för Kambodjas ärkefiende Vietnam. Khmerrepubliken ska senare ha bränt hennes bild offentligt som en symbol för korruption.

## Under röda khmererna
År 1970 avsattes maken, som just då var utomlands, i en kupp av den USA-stödde Lon Nol. Hon lämnade landet och mötte maken i Peking och bosatte sig sedan med honom i Nordkorea, där den nordkoreanske diktatorn lät uppföra ett eget palats åt dem. Tillsammans med Sihanouk slöt hon 1973 en allians med Röda khmererna mot deras gemensamma fiende Lol Nol, och besökte även röda khmerernas område i Kambodja. Hennes personliga politiska sympatier under denna tid är okända. 
När röda khmererna erövrade Phnom Penh och segrade i inbördeskriget i april 1975 installerades maken av dem som symboliskt statshuvud. Under khmerregimen satt hon med maken i husarrest i det kungliga palatset från 1976 till 1979. Paret utsattes för politisk omskolning och minst 18 av deras släktingar blev avrättade. Khmererna hade planer på att låta avrätta paret, men avstod på begäran av Kina och Nordkorea.
Efter den vietnamesiska invasionen lämnade hon Kambodja med maken i januari 1979. Kina evakuerade dem med röda khmerernas godkännande med tanken att maken skulle bli röda khmerernas representant i FN. Det var meningen att enbart paret skulle få lämna landet, men Pol Pot gav på eget initiativ tillstånd till alla medlemmar av det före detta kungahuset att evakueras av Kina via flyg.  
När paret väl hade lämnat landet vägrade dock Sihanouk att uppfylla villkoret: i december ockuperades slutligen Kambodja av Vietnam och röda khmerernas regim föll.

## Senare liv
Paret tillbringade de följande åren som statsgäster i Peking och Nordkorea. Hon ska ha spelat en viss roll under förhandlingarna mellan Sihanouk och Hun Sen 1987-1988.
1989 upphörde den vietnamesiska ockupationen av Kambodja och 1991 återvände paret till landet: två år senare återinfördes monarkin och paret blev återigen Kambodjas kung och drottning. Sihanouk ska ha planerat att ändra konstitutionen för att göra det möjligt för henne att efterträda honom på tronen, men i slutändan valde han att abdikera till förmån för sin son.  
Vid sonens trontillträde 2004 fick hon och maken titeln drottningmoder och kungafader.